# Perșotravneve, Rozivka
Perșotravneve (în ucraineană Першотравневе) este un sat în așezarea urbană Rozivka din raionul Rozivka, regiunea Zaporijjea, Ucraina.

## Demografie
Componența lingvistică a localității Perșotravneve
     Ucraineană (86,69%)
     Rusă (12,93%)
     Alte limbi (0,38%)
Conform recensământului din 2001, majoritatea populației localității Perșotravneve era vorbitoare de ucraineană (86,69%), existând în minoritate și vorbitori de rusă (12,93%).